# Joksim
Joksim (kyrillisch Јоксим) ein männlicher Vorname, der überwiegend in Serbien verbreitet ist.

## Herkunft
Der Name Joksim kommt von dem altgriechischen Wort εὔξενος euxenos und bedeutet ‚gastfreundlich‘.

## Bedeutung
Ein Mann mit dem Namen „Joksim“ soll also demzufolge ein gastfreundlicher, angenehmer Mensch sein.

## Varianten
- als Spitzname: Joko
- als Familienname: Joksimović

## Namensträger
- Željko Joksimović, ist ein serbischer Popsänger